# 偉邦物業管理
偉邦物業管理有限公司為一所物業管理公司，為恒基兆業子公司，於1996年創立，主要為恒基之豪宅物業、大型屋苑、商場及停車場提供管理服務。公司負責人：孫國林先生。公司地址：香港上環 德輔道中188號 金龍中心8樓。

## 部分物業分佈
- 比華利山別墅
- 翔龍灣 - 土瓜灣新碼頭街
- 豫豐花園 - 屯門藍地福亨村路8號
- 御皇庭 - 上水清曉路18號
- 嘉亨灣 - 西灣河太康街38號
- 港灣豪庭 - 大角咀福利街8號
- 亮賢居 - 大角咀詩歌舞街83號
- 豪峰軒 - 九龍棉登徑8號
- 富滙豪庭 - 寶雲道2號
- 京士柏山 - 何文田京士柏山道1至98號
- 叠茵庭 - 屯門屯安里1號
- 淺月灣一期 - 大埔露輝路28號
- 淺月灣二期 - 大埔露屏路1號
- 牽晴間 - 粉嶺一鳴路23號
- 恒峰花園 -沙田大圍碧田街18號
- 新寶城 - 將軍澳銀澳路1號
- 新都城一期 - 將軍澳寶林運亨路1號
- 新都城二期 - 將軍澳寶林欣景路8號
- 名家匯 - 沙田顯泰街18號
- 凱譽 - 尖沙咀棉登徑8號
- 迎海 - 烏溪沙烏溪沙路8號
- 尚悅 - 元朗十八鄉路11號

## 外部連結
- 偉邦物業管理有限公司 （页面存档备份，存于）